# Mitchell County, Georgia
Mitchell County är ett administrativt område i delstaten Georgia, USA, med 23 498 invånare. Den administrativa huvudorten (county seat) är Camilla. 

## Geografi
Enligt United States Census Bureau så har countyt en total area på 1 331 km². 1 326 km² av den arean är land och 5 km² är vatten.

### Angränsande countyn
- Dougherty County - nord
- Worth County - nordost
- Colquitt County - öst
- Thomas County - sydost
- Grady County - syd
- Decatur County - sydväst
- Baker County - väst